# Eustrotia angulata
Eustrotia angulata là một loài bướm đêm trong họ Noctuidae.